# Vinícius Barrivieira
Vinícius Barrivieira (*Marechal Cândido Rondon, Brasil, 19 de julio de 1985), futbolista brasileño. Juega de portero y su primer equipo fue Atlético Paranaense.

## Trayectoria
Descubierto por el Atlético Paranaense, estuvo una década en el club, convirtiéndose en profesional en 2005 . Tuvo buenos momentos en las temporadas 2008 y 2009 . En febrero de 2010 , fue confirmado como fichaje del Esporte Clube Vitória cedido para esa temporada.
En agosto de 2010 fue cedido al Litex , de Bulgaria , consiguiendo ser campeón nacional en la temporada 2010/2011, siendo el portero con menos goles de la competición.
En diciembre de 2011 regresó al Atlético Paranaense.

## Clubes
| Club                       | País     | Años            |
| -------------------------- | -------- | --------------- |
| Club Athletico Paranaense  | Brasil   | 2009            |
| Esporte Clube Vitória      | Brasil   | 2010            |
| PFC Litex Lovech           | Bulgaria | 2010-2012       |
| Club Athletico Paranaense  | Brasil   | 2012            |
| Vila Nova Futebol Clube    | Brasil   | 2013            |
| PFC Litex Lovech           | Bulgaria | 2014-2016       |
| América Futebol Clube (RN) | Brasil   | 2017            |
| Cascavel Clube Recreativo  | Brasil   | 2018            |
| Mixto Esporte Clube        | Brasil   | 2019-actualidad |

## Palmarés

### Campeonatos nacionales
| Título                | Club                | País              | Año  |
| --------------------- | ------------------- | ----------------- | ---- |
| Campeonato Paranaense | Atlético Paranaense | Bandera de Brasil | 2005 |